# 3950 Yoshida
3950 Yoshida eller 1986 CH är en asteroid i huvudbältet som upptäcktes den 8 februari 1986 av de båda japanska astronomerna Shigeru Inoda och Takeshi Urata i Karasuyama. Den är uppkallad efter Tougo Yoshida.
Den tillhör asteroidgruppen Eos.